# Opisthocheiridae
Opisthocheiridae es una familia de milpiés. Sus 39 especies conocidas son endémicas del Paleártico.

## Géneros
Se reconocen los siguientes:
- Ceratosphys Ribaut, 1920
- Fuentea Brölemann, 1920
- Haplosphys Ribaut, 1920
- Hispaniosoma Ribaut, 1913
- Marquetiella Jeekel, 1969
- Opisthocheiron Ribaut, 1913
- Proceratosphys Mauriès & Vicente, 1977
- Sireuma Reboleira & Enghoff, 2014